# Histoire de l'Écosse
 (avril 2017).

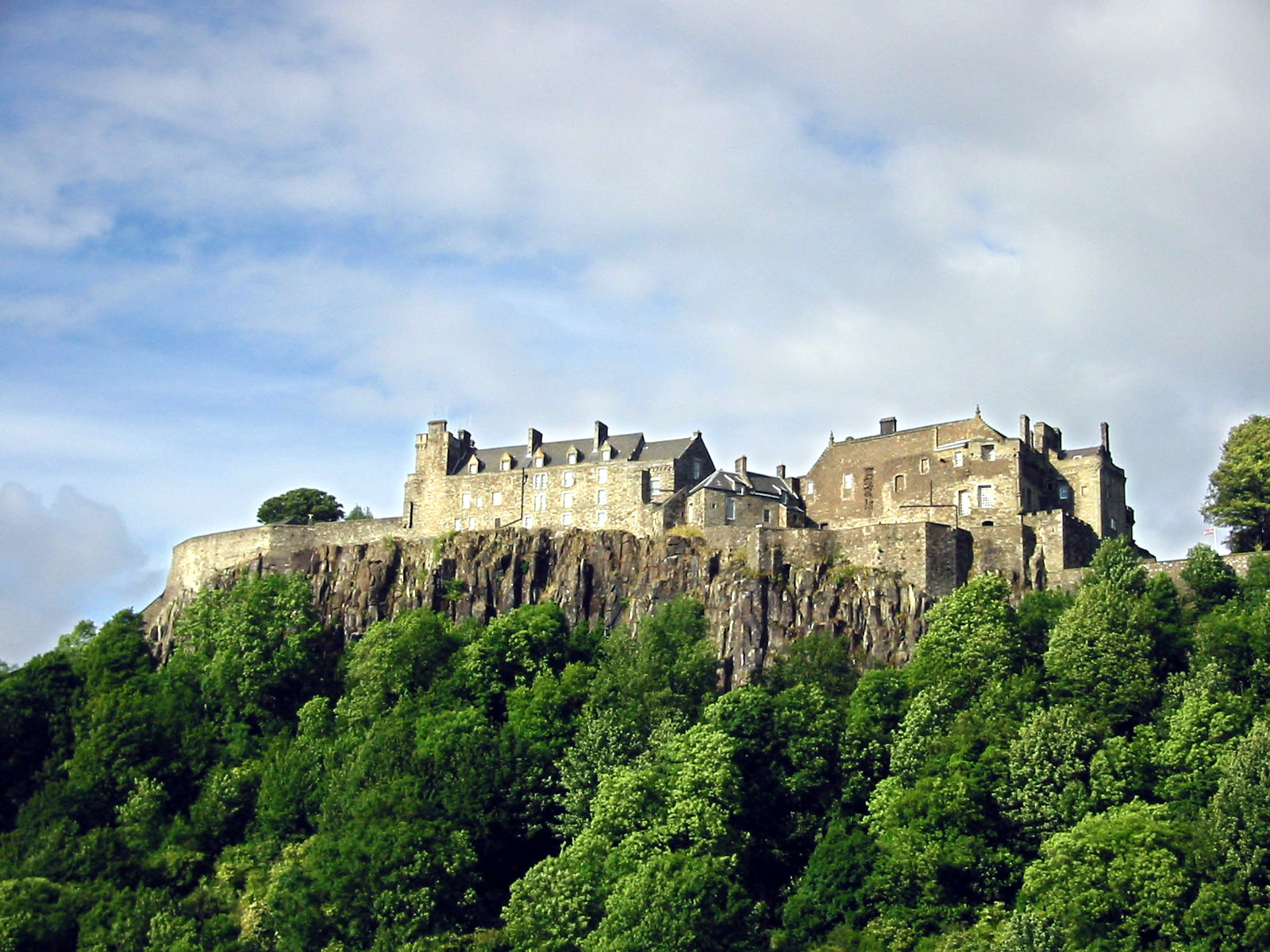
Le château de Stirling se tient depuis des siècles sur un piton de roches volcaniques, défendant les gués du Forth et ayant résisté à de nombreux sièges.

L’histoire de l'Écosse commence il y a environ 12 000 ans avec l’arrivée des premières populations humaines dans l’actuelle Écosse après la fin de la glaciation du Würm. De nombreux artefacts des civilisations des âges de la pierre, du bronze et du fer ont été retrouvés, mais peu présentent des traces d’écriture.
L'histoire écrite de l'Écosse commence avec l’arrivée des Romains en Grande-Bretagne. Ils occupent et administrent les territoires de l’Angleterre et du Pays de Galles actuels sous le nom de province de Bretagne. Les Romains nomment Calédonie la terre s’étendant au nord de la Bretagne, et le peuple qui y vit les Pictes (étendu à l'ensemble des peuples calédoniens à partir du IIIe siècle). Dans la culture gréco-romaine antique, l’Écosse passe pour un pays périphérique, en marge des avancées provenant du monde méditerranéen. Cependant, plus les connaissances historiques sur cette région s’accumulent, plus on constate la précocité et le degré avancé de la civilisation dans cette région, les voies maritimes jouant un rôle déterminant.
Le long conflit qui oppose l'Écosse à l'Angleterre, son puissant voisin du sud, est la cause des guerres d’indépendance de l'Écosse qui forcent le pays à nouer des liens commerciaux, culturels et souvent stratégiques avec un certain nombre de puissances européennes. À la suite de l'Acte d’Union de 1707 qui lui permet de profiter du siècle des Lumières et de la révolution industrielle, l’Écosse devient l’un des principaux centres culturels, commerciaux et industriels de l’Europe du XIXe siècle. Le déclin économique suivant la Seconde Guerre mondiale est particulièrement aigu, même si depuis peu le pays bénéficie d’un certain renouveau économique et culturel, grâce notamment à un secteur des finances en développement, à l’extraction du pétrole et du gaz naturel de la mer du Nord, et finalement au rétablissement du parlement écossais.

## Implantations préhistoriques

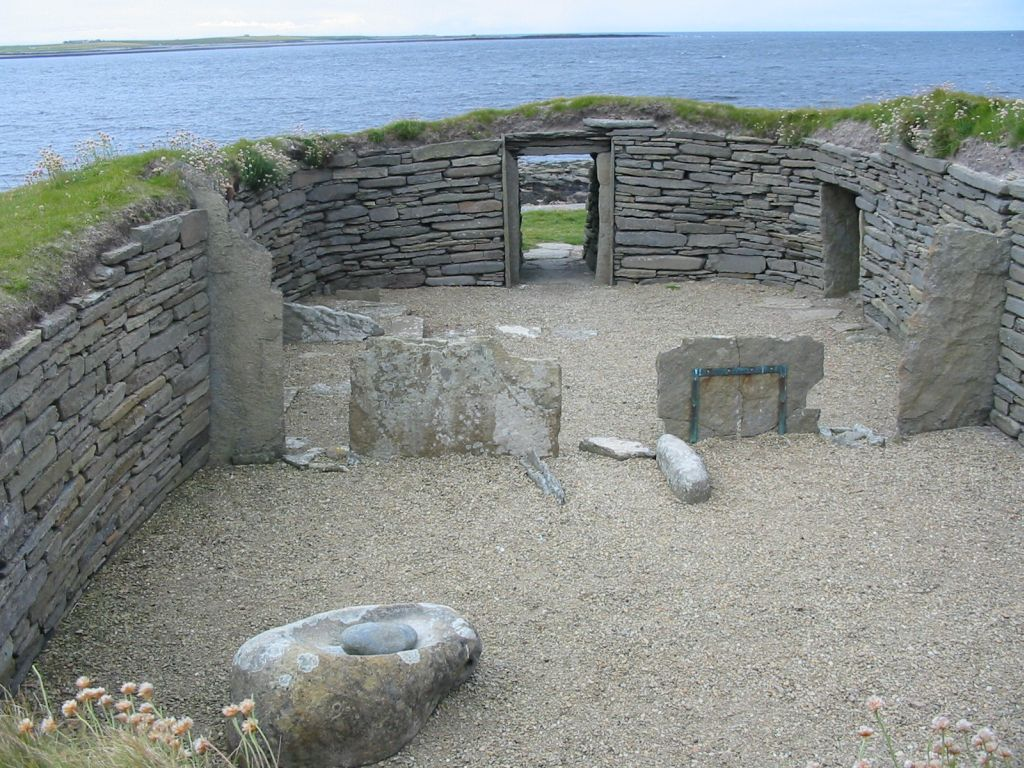
La plus vieille demeure encore debout dans le nord de l'Europe se situe à Knap of Howar et date de 3500 av. J.-C.

Les plus vieilles traces d’implantations humaines trouvées en Écosse datent d’environ 8500 av. J.-C. Durant la dernière période interglaciaire (de -130000 à -70000), le climat européen est plus chaud qu’actuellement[réf. nécessaire], et il est possible que des sociétés humaines habitent l’Écosse, puisqu'un camp de chasseurs de 14 000 ans a été découvert à Biggar. La Grande-Bretagne est par la suite recouverte de glaciers sur sa plus grande partie, l’Écosse ne redevenant habitable que lors de leur retrait, vers 9600 av. J.-C..
Des campements de chasse et de cueillette du mésolithique, comme celui de Cramond, proche d’Édimbourg, daté à environ 8500 av. J.-C. forment les premiers vestiges identifiés. De nombreux autres vestiges disséminés dans toute l’Écosse témoignent d’une population mobile, utilisant le bateau, créatrice d’outils à partir d’os, de pierre et de bois de cerf.

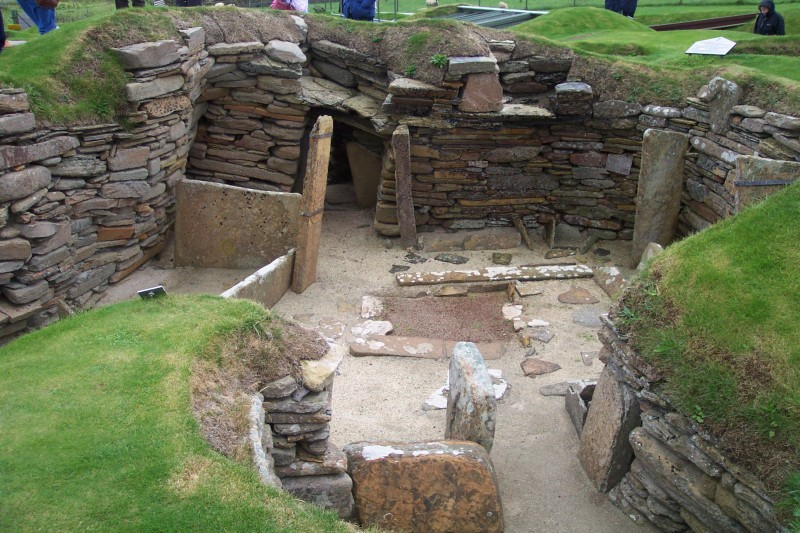
Vers 3000 av. J.-C., des fermiers du Néolithique vivent dans des maisons de pierre, comme celles de Skara Brae.

Les implantations sédentaires du Néolithique, notamment la maison de pierre de Knap of Howar, sur l’île de Papa Westray (Orcades), remarquablement préservée et datant d’environ 3500 av. J.-C., précèdent de seulement 500 ans le village formé de constructions similaires à Skara Brae, sur l’île principale des Orcades. Ces arrivants introduisent l'usage de chambres funéraires autour de 3500 av. J.-C., avec un remarquable exemple à Maes Howe, et à partir d’environ 3000 av. J.-C. des mégalithes sont érigés, avec parfois une disposition en cercle, comme à Brodgar ou à Callanish sur Lewis dans les Hébrides. Ces vestiges font partie de la culture mégalithique, présente à travers toute l’Europe, et qui produit notamment les monuments de Stonehenge en Angleterre, où les préhistoriens actuels pensent déceler les signes d’observations astronomiques poussées.
L'érection de cairns et d'autres monuments mégalithiques continue lors de l'âge du bronze, où l’on trouve également les premières fortifications, comme à Eildon Hill, près de Melrose, dans la région des Scottish Borders, datant d’environ 1000 av. J.-C., et qui comprend plusieurs centaines de maisons au sommet d’une colline fortifiée.
La culture et la langue des Celtes brittoniques se répand dans le sud-ouest de l'Écosse à partir du VIIIe siècle av. J.-C., probablement à travers des contacts culturels plus que par une invasion massive, et un système de royaumes se développa[réf. nécessaire].
À partir du VIIe siècle av. J.-C., l'âge du fer permet la construction de nombreuses fortifications, notamment de brochs, ce qui accrédite l’image de tribus guerrières et de royaumes, attestés par la suite par les Romains, bien que des éléments laissent à penser que ces défenses auraient pu n'être que négligemment entretenues, ce qui suggère que leur puissance symbolique compte autant que leur aspect purement militaire.

## Invasion romaine

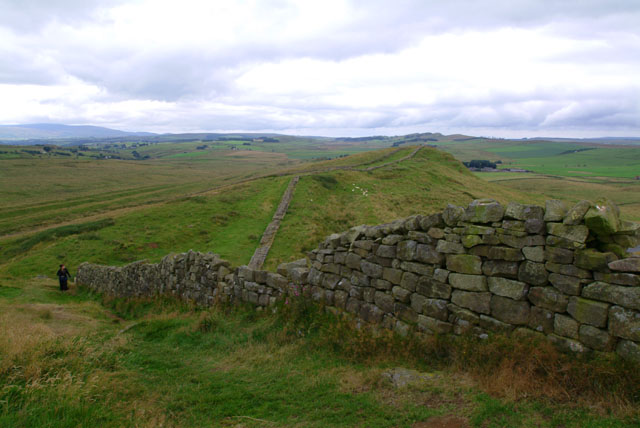
Le mur d'Hadrien, long de 120 km, marque la frontière entre l'Écosse et l'Empire romain. Il est doté de petits forts et de passages, chaque mille romain. Les Romains réussissent à contrôler des terres au nord de ce mur pendant quelques décennies.

L'histoire écrite de l'Écosse commence avec l'arrivée des Romains en Grande-Bretagne. Même si les civilisations pré-romaines utilisent occasionnellement l’écriture, d'abord dans un but commémoratif, elles sont principalement de tradition orale. Avec la décrue du druidisme (notamment pour cause de guerre, de famine puis son interdiction par les missionnaires chrétiens), ces peuples perdent la plupart de leurs traditions. Les seules descriptions de l’Écosse pré-romaine dont nous disposons sont celles que Pythéas livre dans des mémoires, des textes écrits après avoir accompli la circumnavigation des îles Britanniques, entre -330 et -320.
La conquête de la Grande-Bretagne par l'Empire romain commence en l’an 43. Après une série de victoires militaires dans le sud de l’île, les forces menées par Julius Agricola entrent en Écosse en 79, où elles rencontrent une farouche résistance. En 82 ou en 83, Agricola envoie une flotte de galères autour des côtes écossaises, qui atteint les îles Orcades. En 83, les Romains prennent l'avantage sur les tribus calédoniennes à la bataille de Mons Graupius. Ses partisans à Rome proclament qu’il a vaincu toutes les tribus de Grande-Bretagne.
Ce récit, qui dépend d’une source unique — les écrits de Tacite, gendre d’Agricola — est contredit par des datations précises réalisées à l'aide de la dendrochronologie, suggérant que l'occupation romaine du sud de l'Écosse ait débuté avant l'arrivée d’Agricola. Quelle que soit la date de son début, Rome maintiendra pendant 300 ans une présence militaire, économique et sociale significative le long de sa frontière nord.
Les Romains marquent leur frontière par une série de fortifications défensives, notamment des murailles continues. La première d’entre elles, le Gask Ridge, dans le Perthshire, date des années 70 ou 80. Autour de 120, l’empereur Hadrien ordonne la construction d’une muraille fortifiée allant de la rivière Tyne à Solway Firth. Vingt ans plus tard, le gouverneur romain Quintus Lollius Urbicus fait bâtir le mur d’Antonin (appelé ainsi d'après Antonin le Pieux, empereur romain de 138 à 161) plus au nord, à travers l’isthme Forth-Clyde. Faisant la moitié de la longueur du mur d'Hadrien, cette courte frontière apparaît facile à défendre, mais constitue l’extension septentrionale maximale de l’Empire romain pendant seulement vingt ans. Marc Aurèle se replie sur le mur d’Hadrien à partir de 164.
Les Romains ne peuvent diriger la Calédonie de manière durable, peut-être à cause de la nature sauvage du terrain et de la population éparse, qui rend impossible la collecte de taxes. Mais ils maintiennent un contrôle, grâce à des avant-postes jusque dans l’actuel Kincardineshire, et à l’aide de tribus comme les Votadini, qui jouent semble-t-il un rôle d’État tampon. Lors de la dernière réorganisation administrative de l'Empire romain en Grande-Bretagne, une cinquième province, nommée Valentia, est créée, dans la zone comprise entre le mur d’Hadrien et celui d’Antonin. Rome exerça une influence significative sur l’Écosse, même si celle-ci ne fut pas directement annexée.
Après le retrait romain de la Grande-Bretagne au Ve siècle, la Valentia devient une partie du royaume romano-britannique de Coel Hen, qui disparaît cependant à sa mort.
À la suite du départ des Romains, la population de l'Écosse était divisée en deux groupes :
- les Pictes, un peuple d’origine incertaine qui occupaient la majeure partie des terres au nord de l’isthme Forth-Clyde ;
- les Britto-romains, des Celtes brittoniques influencés par la présence romaine, occupaient le sud, avec les royaumes de Y Strad Glud (le Strathclyde) au sud du Clyde, de Rheged en Cumbria, des Selgovae au centre de la région des Scottish Borders et les Votadini ou Gododdin entre Forth et la Tweed.

Des invasions successives sont à l'origine d'apports ethniques dont l'importance démographique est inconnue :
- les Scots, nommés Scotti ou Scoti par les Romains dans un premier temps, et plus particulièrement les Dal Ratians, arrivèrent d’Irlande à partir de la fin du Ve siècle, prenant possession d’une partie des Hébrides et de la côte occidentale de l’Écosse, les incluant dans le Dal Riada ;
- les Anglo-Saxons, étendant leurs terres depuis la Bernicie et le continent européen, prirent notamment le territoire des Gododdins au VIIe siècle. Un des résultats de cette influence est la langue Scots, une langue germanique similaire à l’anglais, mais bien distincte ;
- après le raid viking de 795 sur Iona, le jarl des Orcades saisit une partie des Hébrides, les comtés de Caithness et Sutherland, tandis que les colons se mélangèrent aux habitants de Galloway, devenant les Gallgaels.

Saint Ninian conduisit la première mission chrétienne en Écosse en 397. À partir de son église, la Candida Casa, située sur le Solway dans l’actuel village de Whithorn, il répandit le christianisme dans le sud et l’est de l’Écosse ainsi que dans le nord de l’Angleterre. Cependant, selon les écrits de saint Patrick et saint Colomba, les Pictes rejetèrent pour une raison inconnue cette religion entre la mort de saint Ninian, en 432 et l’arrivée de saint Colomba en 563. Les missionnaires gaéliques réintroduisirent le christianisme dans l'Écosse picte. La possible conversion du roi picte Brude est considérée par certains comme la principale étape de la christianisation de l’Écosse.

## Émergence du royaume d'Alba
Le mythe de la trahison de MacAlpin montre la naissance d'Alba, quand le roi de Dal Riada, Kenneth MacAlpin, conquiert les territoires pictes (843). Des études récentes mettent en doute l’appartenance de Kenneth et de ses descendants au royaume de Dal Riada, et les considèrent plus volontiers comme Pictes. La première moitié du Xe siècle correspond au règne de Constantin II durant lequel la victoire des Gaéliques sur les Pictes est définitive. La genèse du royaume d’Alba, qui émerge à cette époque, reste inconnue.
Au départ, ce nouveau royaume correspond à la partie de l'Écosse située au nord des fleuves Forth et Clyde. Au sud-ouest se situe le royaume brittonique de Strathclyde tandis que le sud-est appartient au royaume brittonique de Bernicie autour de 638, puis du royaume de Northumbrie. Les territoires du sud-est sont revendiqués par les Écossais dès l'époque de Constantin II et tombent finalement entre leurs mains en 1018, quand Malcolm II étend le territoire du royaume d’Alba jusqu'à la rivière Tweed. Cette frontière est toujours la frontière sud-est de l’Écosse à l'heure actuelle (à l’exception d’une zone autour de Berwick-upon-Tweed).
L'Écosse termine son expansion pour atteindre les limites géographiques actuelles avec l'intégration du royaume de Strathclyde. En 1034, Duncan Ier, roi de Strathclyde, hérite du royaume d’Alba par son grand-père maternel, Malcolm II. À l’exception des Orcades, d’une partie des Hébrides, des comtés de Caithness et Sutherland, détenus par les Vikings, l’Écosse reste unifiée.
Macbeth, dont la famille est évincée du trône par Malcolm II, tue Duncan lors de la bataille de Pitgaveny en 1040. Il règne ensuite pendant 17 ans jusqu'à ce que le fils de Duncan, Malcolm III, prenne le dessus. Dans Macbeth, William Shakespeare évoque ces événements sans trop respecter la vérité historique.

## Influence anglo-normande
La victoire de Malcolm annonce un tournant majeur dans l'histoire de l'Écosse, qui se déroule au cours des douze années suivantes. En effet, s’appuyant sur l’aide de la Northumbrie pour regagner le trône, l'Écosse devient un sujet de convoitise constant de la part des dirigeants anglais, la réciproque étant également vraie.
En 1066, la conquête de l’Angleterre par Guillaume le Conquérant déstabilise le pouvoir anglais et Edgar Atheling, l'un des autres prétendants au trône d’Angleterre, et par conséquent adversaire de Guillaume, fuit en Écosse. Malcolm épouse Marguerite, la sœur d’Edgar, ce qui le rend ennemi de Guillaume, qui commence d’ailleurs à contester les frontières sud de l’Écosse. Guillaume envahit l’Écosse en 1072, chevauchant jusqu’à l’embouchure du Tay où il rejoint sa flotte. Malcolm se soumet, verse un tribut à Guillaume, et donne son fils Duncan en otage.
Marguerite a une grande influence sur l'Écosse, en introduisant notamment la culture européenne à la cour. Son père est anglais et sa mère hongroise, et elle grandit en Hongrie dans la tradition catholique. Son influence dans la politique de l’Église lui permet de réussir à faire abandonner à l'Église d'Écosse certaines de ses traditions uniques d'origine celte, vers un plus grand conformisme avec les pratiques du reste de l'Europe occidentale. Les invasions vikings des précédents siècles ont en effet coupé l'Écosse et l'Irlande du christianisme occidental, et leurs Églises respectives ont évolué dans une direction particulière. C’est à partir de cette période que l’Église écossaise reconnaît l’évêque de Rome, le pape, en tant qu’autorité supérieure, et c’est sous l'influence et la volonté de Marguerite qu’un monastère bénédictin est fondé à Dunfermline et que Saint Andrews commence à remplacer Iona en tant que centre du pouvoir ecclésiastique local. Les rites écossais réintègrent peu à peu le courant principal du catholicisme occidental.
Quand Malcolm meurt en 1093, son frère Donald III et son fils Edmund règnent ensemble sur le pays. Cependant, Guillaume II d’Angleterre argue que le fils de Malcolm par son premier mariage, Duncan, est l'héritier légitime du trône. Avec le soutien anglais, il prend brièvement le pouvoir en tant que Duncan II. Quelques mois plus tard, celui-ci est assassiné, et Donald et Édouard peuvent continuer à régner jusqu'à ce que deux jeunes frères d'Édouard reviennent d'Angleterre où ils sont en exil avec des troupes anglaises. Victorieux, ils emprisonnent à vie Donald et Édouard, et le plus vieux d’entre eux devient le roi Edgar en 1097. Peu après, Magnus III Berbein, roi de Norvège, le force à lui céder les Hébrides ainsi que la région de Kintyre, créant les conditions nécessaires à l’indépendance du Lord des Îles de la couronne écossaise.

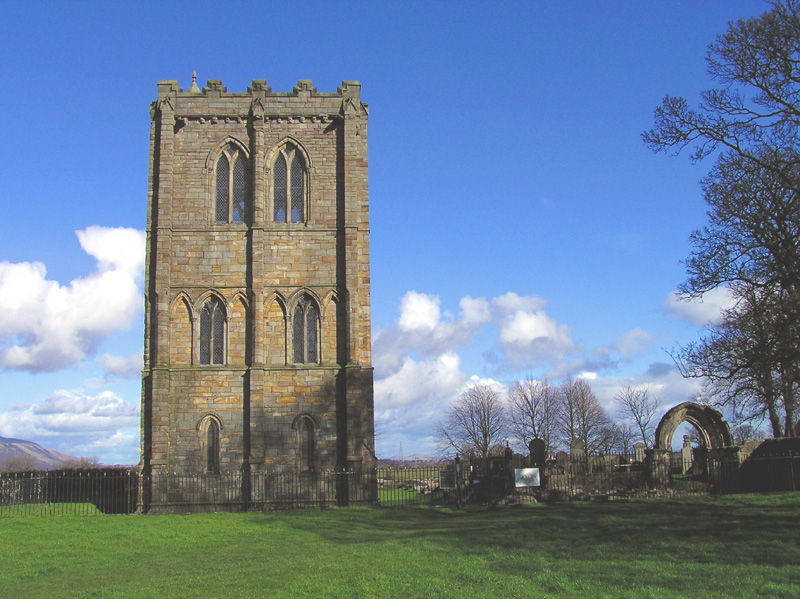
L'abbaye de Cambuskenneth, construite autour de 1140, fut importante en raison de sa proximité avec Stirling, capitale pendant une période de l’histoire écossaise.

Edgar meurt en 1107 et le troisième fils de Marguerite prend le pouvoir sous le nom d'Alexandre Ier. Il succombe en 1124 et David Ier, le quatrième et dernier fils de Marguerite, devient roi. Durant le règne de David, l’usage du scots (connu à l’époque sous le nom d’Inglis) se répand au sud-est de l'Écosse, même si le gaélique écossais continue à être parlé dans de nombreuses contrées de ce qui devient les Lowlands pour plusieurs siècles.
Les avancées culturelles et politiques introduites par les Normands en Angleterre ont beaucoup impressionné David, qui réussit à ce que certains notables le rejoignent pour prendre place dans l’aristocratie écossaise. Les Normands ont militarisé une partie de l’Écosse, en construisant notamment de solides châteaux-forts, et ont imposé la féodalité à la paysannerie. Ils rentrent fréquemment en conflit avec les nobles indigènes, en particulier dans le sud-ouest et le nord-est du pays. Comme ses successeurs, David crée des villes autonomes ou burghs qui furent colonisées par des Normands, des marchands flamands ou des Anglais.
En réponse à l'invitation de nobles, David reçoit des terres au sud de la frontière des rois anglais. Cela signifie que le roi d’Écosse était également comte d'Huntingdon, et les comtes devaient financer des cérémonies pour les rois anglais en récompense des terres qu’ils recevaient. Ceci se révèle problématique, car Malcolm III en tant que roi d’Écosse avait déjà rançonné les rois normands d’Angleterre deux fois après ses défaites dans diverses campagnes militaires quand il cherchait à faire accéder au trône son beau-frère Edgar Atheling. Les Anglais ont considéré que cela signifiait la subordination de l'Écosse à l’Angleterre.
David récusa cette assertion, mais le roi Henri II Plantagenêt vainquit son petit-fils, Guillaume Ier le Lion et le déporta en Normandie dont il était le duc. Là, Guillaume reconnut la féodalité de l'Écosse en 1174, en tant que roi et non en tant que comte. Pour la première fois, l’Écosse devenait formellement unie à l’Angleterre. Ce serment fut annulé en 1189, quand Richard Cœur-de-Lion accepta un paiement de Guillaume afin de financer sa croisade au Proche-Orient ; la soumission des rois d’Écosse dura cependant un peu après ceci.
En 1263, l'Écosse et la Norvège s'opposèrent à la bataille de Largs pour le contrôle des Hébrides. La victoire fut écossaise et trois ans plus tard le roi Magnus VI signa le traité de Perth qui reconnut la suzeraineté de l'Écosse sur cet archipel. Néanmoins, en dépit de ce traité, l’indépendance du Lord des Îles perdura.
Une série de morts dans la ligne de succession du roi dans les années 1280 mirent la Couronne écossaise sous tension quand Alexandre III mourut d’une chute de cheval en 1286. Sa petite fille Marguerite Ire devint alors reine d'Écosse à l'âge de quatre ans. Édouard Ier d'Angleterre, grand-oncle de Marguerite, suggéra qu'elle épouse son fils, également enfant, pour stabiliser la ligne de succession. Les protecteurs de Marguerite acceptèrent la chose, mais la mort de l’enfant en 1290 dans les Orcades lors de son voyage de Norvège vers l’Écosse avant son couronnement ou son mariage compromit la situation.

## Guerres contre l’Angleterre

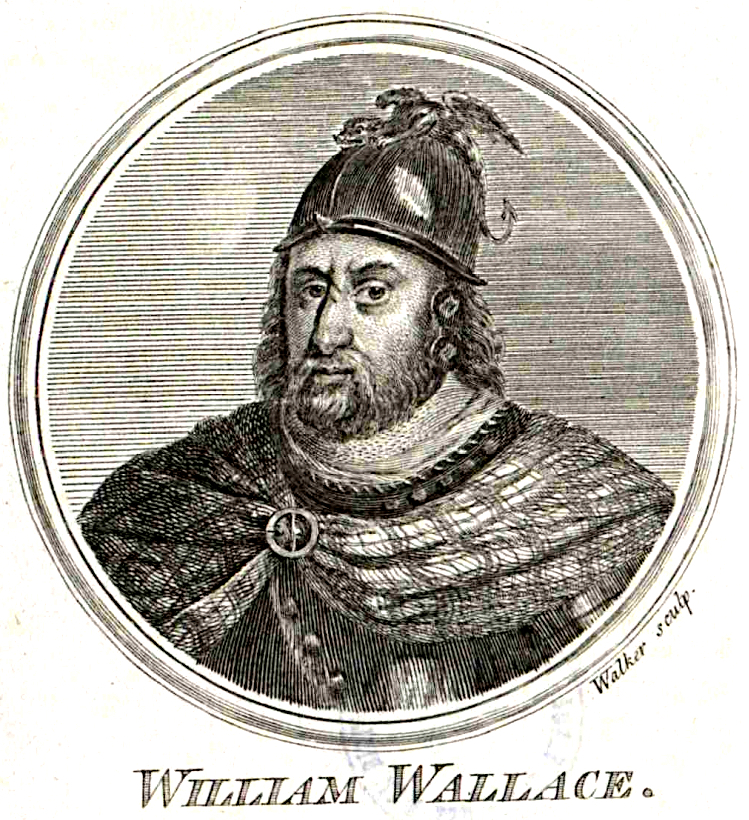
Commandant du mouvement de résistance de 1296, William Wallace dirige l’Écosse un court moment.

La mort de Marguerite laisse le trône d'Écosse sans successeur clairement désigné. Édouard devient l’arbitre des différents prétendants, en établissant que chacun d’entre eux doit le reconnaître comme suzerain. Compte tenu du grand nombre de prétendants, il n'est pas difficile d'en trouver un qui accepte cette condition. Édouard choisit Jean Baliol, qui devient roi le 17 novembre 1292.
Jean essaie rapidement de mettre un terme à cet arrangement, principalement parce qu'Édouard insiste sur son statut de suzerain. En 1295, Jean renonce officiellement à cette allégeance et scelle une alliance avec la France, fondant ainsi l'Auld Alliance, la vieille alliance, aux dépens de l’Angleterre.
Édouard envahit l'Écosse en 1296, force Jean à le suivre et prend le contrôle intégral de l'Écosse. En l’absence du roi, William Wallace et Andrew de Moray soulèvent respectivement l'Écosse du sud et du nord, et sont élus Gardiens de l'Écosse par la noblesse. Sous leur commandement commun, l’armée anglaise est battue à la bataille de Stirling Bridge. Andrew de Moray meurt de ses blessures deux mois plus tard, et William Wallace règne sur l’Écosse au nom de Jean Baliol.
Les représailles voulues par Édouard mènent en 1298 à la bataille de Falkirk où Wallace est vaincu. Il parvient à s’échapper mais renonce au titre de Gardien de l’Écosse. John Comyn le Jeune et Robert Bruce sont désignés comme ses successeurs, le second étant le petit-fils d’un prétendant au trône en 1292. En 1304, les troupes anglaises forcent la noblesse écossaise à verser un tribut à Édouard, mais des accords secrets sont conclus par Robert afin de continuer la lutte. Wallace est trahi et tombe dans les mains des Anglais qui l’exécutent pour trahison, sans jamais parvenir à lui faire jurer allégeance à l’Angleterre.
À partir de là, les Écossais regagnent et renforcent leur indépendance vis-à-vis de l’Angleterre dans les deux premières décennies du XIVe siècle. Robert croit que John Comyn a rompu le pacte conclu entre eux deux, et participe à son meurtre lors d’une de leurs rencontres dans une église de Dumfries en 1306. Robert est par la suite couronné roi en 1307, mais les forces d’Édouard reprennent le contrôle du pays après leur victoire sur la petite armée écossaise à la bataille de Methven. En dépit de l'excommunication de Robert et de ses suivants par le pape Clément V, celui-ci gagne de plus en plus de soutien, et avec l’aide de nobles comme James Douglas ou Thomas Randolph, le comte de Moray, seuls les châteaux de Bothwell et de Stirling restent sous contrôle anglais. Édouard Ier meurt en 1307, et son fils Édouard II envoie une armée au nord, afin de lever le siège du château de Stirling et de reprendre le contrôle de la région. Robert défait cette armée à la bataille de Bannockburn en 1314, sécurisant de fait l’indépendance de l’Écosse. En 1320, une protestation des nobles écossais envers le pape, la déclaration d’Arbroath, convainc le pape Jean XXII de révoquer l'excommunication et d'annuler les divers traités de soumission de rois écossais envers des rois anglais, afin que la souveraineté écossaise puisse être reconnue par les principales puissances européennes.
En 1326, le premier réel parlement écossais se rassemble. Ce parlement provient d’un conseil du clergé et de la noblesse, le colloquium, constitué autour de 1235, renforcé par des représentants des burghs, afin de représenter les trois ordres,.
En 1328, Édouard III ratifie le traité de Northampton, reconnaissant ainsi l'indépendance de l'Écosse sous le règne de Robert Ier. Cependant, un an plus tard, après la mort de ce dernier, l’Angleterre envahit une fois encore l’Écosse dans le but d’y restaurer un roi qui leur est soumis, en la personne d’Édouard Baliol, le fils de Jean Baliol, ce qui déclenche la seconde guerre d’indépendance de l’Écosse. En l'absence de bon stratège militaire, comme William Wallace ou Robert Bruce, l'Écosse demeure sous contrôle anglais pendant plus de trente ans. Elle ne regagne son indépendance que sous David II, après la mort d’Édouard Baliol, principalement parce que l’attention d’Édouard III se tourne vers la France contre laquelle l’Angleterre entame la guerre de Cent Ans.

## Fin du Moyen Âge

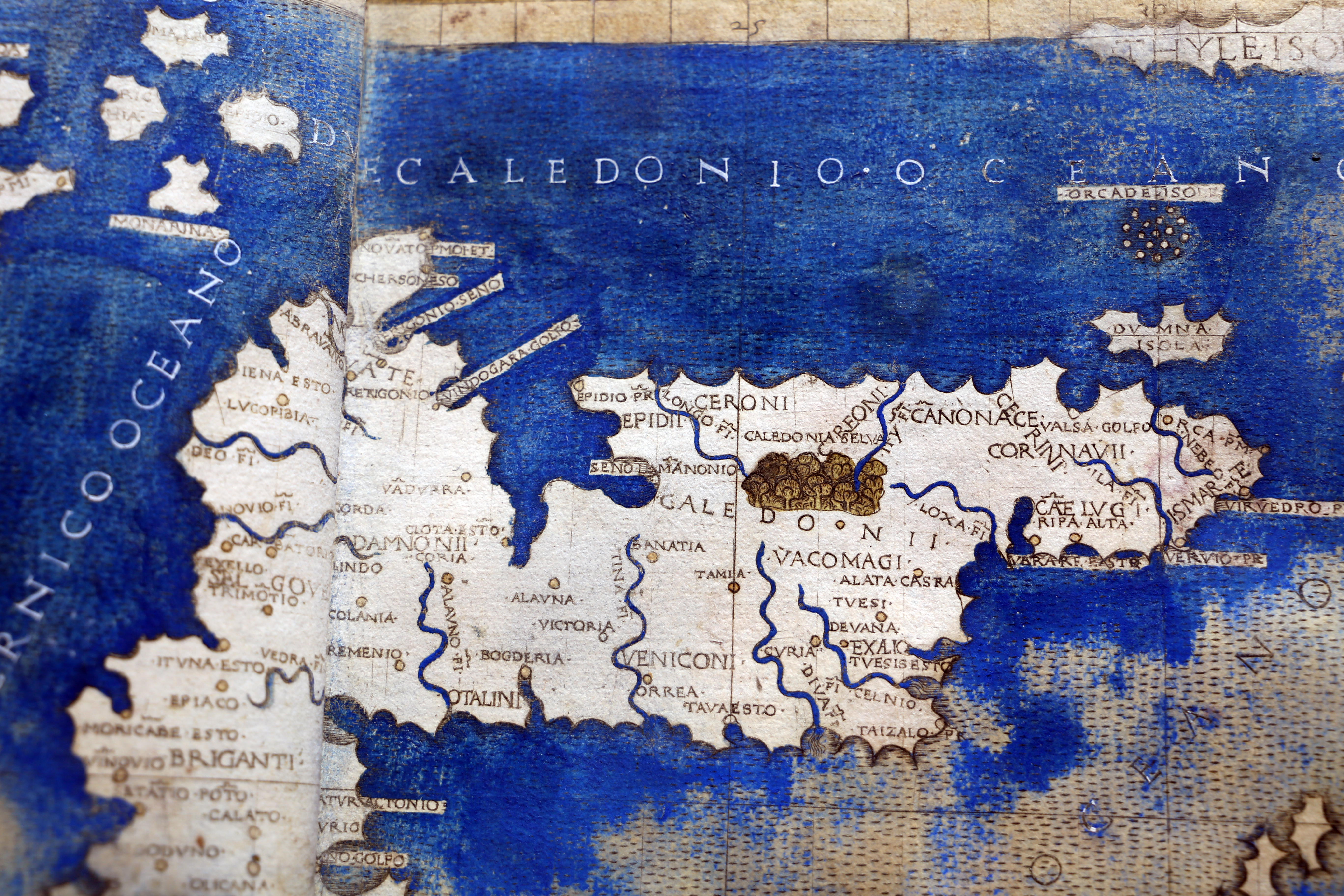
Highlands en 1482.

Après la mort de David, Robert II, le premier de la lignée royale des Stewart (puis des Stuarts), monte sur le trône en 1371. Il est suivi en 1390 par son fils John, le roi Robert III, qui prend Robert comme nom de règne afin de ne pas réveiller la haine due à Jean Baliol. Durant son règne (1390–1406), le pouvoir réside principalement entre les mains de son frère, également nommé Robert, le duc d'Albany.
Cependant, la rivalité avec l'Angleterre persiste. Après la mort suspecte en 1402 de son fils aîné, David, duc de Rothesay, peut-être sur les ordres du duc d’Albany, Robert III envoie James, le futur Jacques Ier, en France par mesure de sécurité (1406). Jacques est cependant capturé par les Anglais et passe ses 18 années suivantes en prison dans l'attente d'une rançon. Après la mort de Robert III, la régence est assurée en premier lieu par le duc d’Albany, puis à sa mort par son fils. Quand l’Écosse paie la rançon en 1424, Jacques revient, âgé de 32 ans, accompagné de sa femme anglaise. Déterminé à restaurer l’ordre et la justice dans son pays, il met en place des mesures militaires, réforme la cour et le système parlementaire, et fait tuer quiconque menace son autorité, y compris son cousin duc d’Albany. Il en résulte que le roi d’Écosse détient bien plus de pouvoir que n’importe quel autre avant lui, mais augmente son impopularité, si bien que Jacques Ier meurt assassiné en 1437. Son fils Jacques II, qui règne de 1437 à 1460, prend le pouvoir une fois âgé de 18 ans, en 1449, et continue la politique paternelle d’affaiblissement des familles nobles, notamment des Douglas, très influentes à l’époque de Robert Bruce.
La renommée intellectuelle de l'Écosse s’accroît de manière significative au XVe siècle avec la création des universités de Saint Andrews, de Glasgow et d’Aberdeen, respectivement en 1413, 1450 et 1494, ainsi que la promulgation de l’Education Act en 1496.
En 1468, la dernière extension du territoire écossais a lieu quand Jacques III épouse Marguerite de Danemark, recevant les Orcades et les Shetland pour dot. Après la mort de celui-ci, assassiné en 1488, son successeur Jacques IV réussit finalement à mettre un terme à la quasi-indépendance du Lord des Îles, amenant ainsi l’intégralité des Hébrides sous contrôle royal pour la première fois. En 1503, il épouse la fille de Henri VII d'Angleterre, Marguerite Tudor, établissant ainsi les bases de l’union des Couronnes d’Angleterre et d’Écosse. Le règne de Jacques IV est généralement considéré comme une période de développement culturel ; c’est d’ailleurs à cette époque que l’Écosse s’ancre à la Renaissance européenne. Jacques IV est le dernier roi écossais connu sachant parler le gaélique écossais, bien que selon certains son fils en ait également été capable.
En 1512, dans un traité étendant les attributions de l’Auld Alliance, tous les ressortissants de l’Écosse deviennent également ressortissants français, et vice versa. Ce statut n’est supprimé qu’en 1903 par la France et ne l'est peut-être pas encore en Écosse. Toutefois, une année plus tard, cette alliance a des effets désastreux pour cette dernière quand il est demandé à Jacques IV d’envahir l’Angleterre afin de soutenir la France, attaquée par Henri VIII. L’invasion est stoppée à la bataille de Flodden Field, où le roi, nombre de nobles et quelque 10 000 soldats — les Flowers of the Forest, commémorés par la chanson The Flooers o' the Forest — sont tués. L’impact du désastre atteint toute l’Écosse en raison du grand nombre de morts, et le pouvoir tombe une fois de plus dans les mains de régents.
Quand Jacques V réussit à prendre le contrôle du pays avec l’aide de sa mère en 1528, il doit tout comme son père mater les provinces rebelles des Highlands, des Orcades, des Shetland et des Hébrides. Son règne est globalement un succès, jusqu’à ce qu’une autre campagne contre l’Angleterre le conduise à la défaite lors de la bataille de Solway Moss en 1542. Jacques en revient, mais meurt peu de temps après. La veille de sa mort, il est informé que son épouse, Marie de Guise, a mis au monde un enfant, Marie Ire. Une régence se met en place.

## Marie, reine d'Écosse

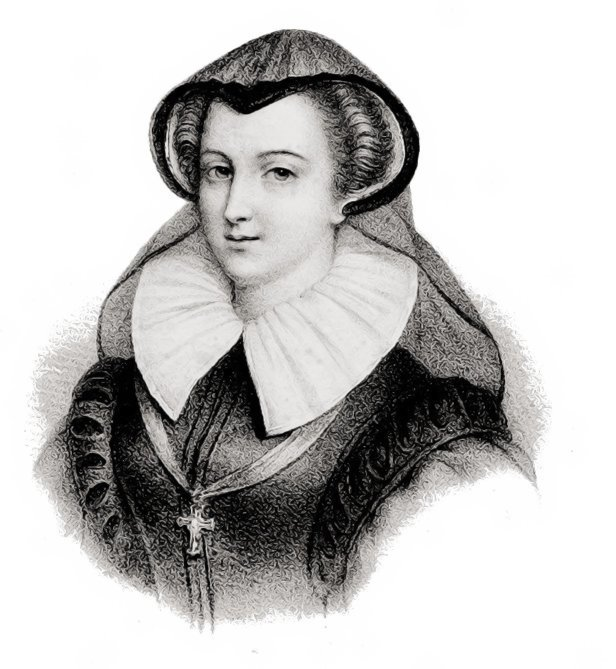
Marie Ire d'Écosse.

Moins de deux ans plus tard, la tentative militaire d'Henri VIII de forcer un mariage entre Marie et son jeune fils Édouard VI, connue sous le nom de Rough Wooing, commence. Cela prend la forme d’escarmouches le long de la frontière. C’est à cette époque que Berwick-upon-Tweed tombe entre des mains anglaises. Par mesure de sécurité, Marie est envoyée en France, en tant qu’épouse voulue du dauphin de France, François. Sa mère reste en Écosse afin de veiller sur les intérêts de la future reine — et de la France — bien que le comte d’Arran soit officiellement le régent.
En 1547, après la mort d’Henri VIII, les forces anglaises sous la conduite du régent Edward Seymour sont victorieuses à la bataille de Pinkie Cleugh et occupent par la suite la ville d'Édimbourg. Le Rough Wooing ne peut cependant pas se conclure étant donné que Marie Ire est en France. Marie de Guise demande des renforts à la France dans le but d’aider la résistance. En 1549, le régent anglais change. Après le traité d'Outreau (24 mars 1550), l’Angleterre retire l’intégralité de ses troupes d’Écosse.
À partir de 1554, Marie de Guise prend la régence du trône d’Écosse et continue à favoriser les intérêts français. L’influence culturelle française se traduit par une large imprégnation du scots par le vocabulaire français. Toutefois, un sentiment anti-français monte, particulièrement parmi la communauté protestante, qui voit en l’Angleterre leur allié naturel. En 1560, Marie de Guise meurt et avec elle l’Auld Alliance, dont la fin est sanctionnée par le traité d’Édimbourg.
Marie Ire, âgée de 19 ans et récemment veuve, revient en Écosse afin d’y prendre le pouvoir dans une ambiance hostile. Après seulement sept années d’un règne mouvementé, au terme duquel les protestants réussissent à prendre le contrôle de l’intégralité du pays, elle est forcée d’abdiquer et s’enfuit en Angleterre, laissant Jacques VI, son jeune fils, dans les mains des régents. La fin du XVIe siècle et le début du XVIIe voient aussi le développement de l'émigration écossaise vers les Plantations d'Irlande.

## Réforme

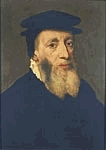
En 1559, John Knox revient de Genève pour diriger la Réforme calviniste en Écosse.

Parallèlement, au cours de ce même XVIe siècle, la Réforme atteint l’Écosse. Dans la première moitié du siècle, les écrits de Martin Luther et Jean Calvin commencent à influencer la population. Les exécutions de prêcheurs protestants, particulièrement le luthérien Patrick Hamilton en 1527 et plus tard le calviniste George Wishart en 1546, condamnés pour hérésie et brûlés sur le bûcher à Saint Andrews par le cardinal Beaton, n’entravent en rien la montée du mouvement. Le cardinal David Beaton est d’ailleurs assassiné peu après l’exécution de George Wishart.
La Réforme de l'Église écossaise est entérinée par le Parlement à partir de 1560, alors que Marie Ire est encore mineure. Le personnage le plus influent de cette période est John Knox, disciple à la fois de Calvin et de George Wishart. Le catholicisme n'est toutefois pas éradiqué et reste fortement implanté dans des régions des Highlands.
Durant tout le règne de Marie Ire, catholique, la Réforme reste précaire ; son fils Jacques VI est cependant élevé dans la tradition protestante. À la mort d'Élisabeth Ire d'Angleterre, en 1603, ce dernier hérite de la Couronne d'Angleterre. Il y règne sous le nom de Jacques Ier, unifiant ainsi les deux pays. Il reste à l’époque le seul lien entre ces deux nations indépendantes, mais ceci préfigure la future union de l’Angleterre et de l’Écosse sous la bannière du Royaume-Uni de Grande-Bretagne en 1707.
Une des principales différences est d’ordre religieux. Alors que les deux pays sont protestants, l’Église d’Angleterre n’adopte pas le calvinisme comme celle d’Écosse. Elle conserve notamment sa gouvernance épiscopale tandis que les Écossais sont en majorité presbytériens. Les monarques suivants de la lignée Stuart tentent d’imposer le pouvoir des évêques sur l’Église écossaise, avec un succès limité.
Entre le XVIe siècle et le XVIIIe siècle, plus de 3 000 « sorcières » ont été exécutées en Écosse par étranglement ou bûcher.

## Guerres des Trois Royaumes et Commonwealth des Puritains

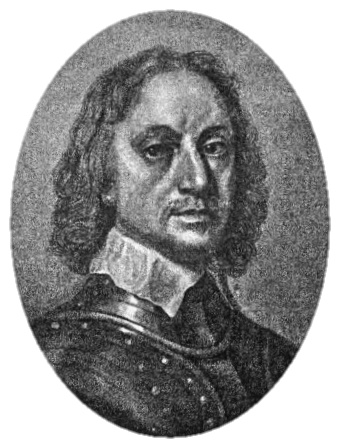
Les armées parlementaires d’Oliver Cromwell intégrèrent brièvement l’Écosse dans le Commonwealth.

### Guerre des Évêques
Peu après le début de son règne, la tentative de Charles Ier, roi d’Angleterre et d’Écosse, d’imposer aux églises écossaises des livres de prières dans le style anglais provoqua des émeutes dans tout le pays. Des représentants des différentes classes sociales de la société écossaise créèrent le mouvement des covenanters, réassurant une pratique religieuse presbytérienne. Charles Ier rassembla des forces militaires mais opta la veille de l’invasion pour la négociation. Les notables écossais campèrent sur leurs positions. Charles Ier utilisa la force mais ses troupes furent repoussées après un affrontement indécis. À la suite de la « guerre des évêques », Charles Ier tenta de recruter une armée de catholiques irlandais, mais fut forcé de faire machine arrière après un vent de protestation en Angleterre et en Écosse. Ces opérations risquées eurent pour conséquence une rébellion en Irlande, ce qui obligea Charles Ier à convoquer le Parlement anglais afin d’obtenir des fonds, en échange de quoi celui-ci exigea des réformes politiques, ce qui conduisit à la Première Révolution anglaise. Cette série de guerres civiles qui frappèrent la Grande-Bretagne dans les années 1640 et 1650 est désignée par les historiens britanniques sous le nom de Guerres des Trois Royaumes (Wars of the Three Kingdoms), tandis que les Français confondent souvent, sous le terme de « guerre civile anglaise » l’ensemble de ces affrontements. Les covenanters furent durant cette période seuls à gouverner l’Écosse et levèrent une puissante armée afin d’imposer leurs pratiques religieuses aux chrétiens épiscopaliens et aux catholiques du nord-ouest du pays.

### Guerre civile en Angleterre et en Écosse
Pour un article plus général, voir Guerres des Trois Royaumes.
Alors que la guerre civile s’étend, les parlementaires anglais en appellent aux covenanters afin d’obtenir une aide militaire contre le roi. Les Écossais acceptent, mais en échange de concessions substantielles, politiques et religieuses. Les troupes écossaises jouent un grand rôle dans la défaite de Charles Ier, particulièrement à la bataille de Marston Moor. Une armée sous le commandement du Comte de Leven occupe le nord de l’Angleterre pour quelque temps. Cependant, tous les Écossais ne soutiennent pas l’action des covenanters de prendre les armes contre leur propre roi. En 1645, James Graham, Marquis de Montrose tente de soulever les Highlands pour le roi. En réalité, peu d’Écossais le suivent, mais il remporte de grands succès, grâce à un génie instinctif en matière de guerre mobile et à l'aide de 1 000 hommes venant d’Irlande, des Highlands et des divers archipels et envoyés par les Confédérés irlandais, sous le commandement de Alasdair MacColla. Une guerre civile écossaise éclate en septembre 1644 avec sa victoire à la bataille de Tippermuir. Après une série de victoires sur des milices de covenanters faiblement entraînées, les Lowlands sont à sa merci. Cependant, son armée se sépare, les relations entre d’un côté MacColla et les troupes irlandaises et des Highlands et de l’autre Montrose s’étant tendues. Celui-ci est d’ailleurs vaincu peu après à la bataille de Philiphaugh. En juillet 1646, son armée est démantelée sur ordre du roi, Charles Ier étant en négociations avec les écossais presbytériens modérés. Dans cet accord secret, les presbytériens promettent une aide militaire à Charles si celui-ci établit le presbytérianisme. Quand les parlementaires anglais refusent de relâcher le roi, le duc d’Hamilton lance une invasion de l’Angleterre, qui intervient trop tard toutefois pour sauver le roi, et cette nouvelle armée est défaite par Oliver Cromwell en août 1647.

### Occupation de Cromwell et restauration de la monarchie
Les covenantaires s’opposent à l’arrestation puis à l’exécution de Charles Ier en 1649 par le parlement anglais. Les Stuart  sont en effet d’ascendance écossaise et ont promis une alliance avec eux contre le parlement anglais. Le fils aîné de Charles Ier est proclamé roi sous le nom de Charles II à Édimbourg. Oliver Cromwell envahit alors l’Écosse en 1650. Il vainc l’armée écossaise dans une série de batailles à Dunbar et Worcester. L’Écosse est occupée par une force anglaise sous le commandement de George Monk, général de Cromwell, pendant la durée de l’Interregnum. Elle est annexée au Commonwealth anglais, dirigé par des puritains. De 1652 à 1659, l’Écosse est une partie du Commonwealth de Cromwell, sous contrôle anglais mais ayant obtenu des droits de douane égaux.

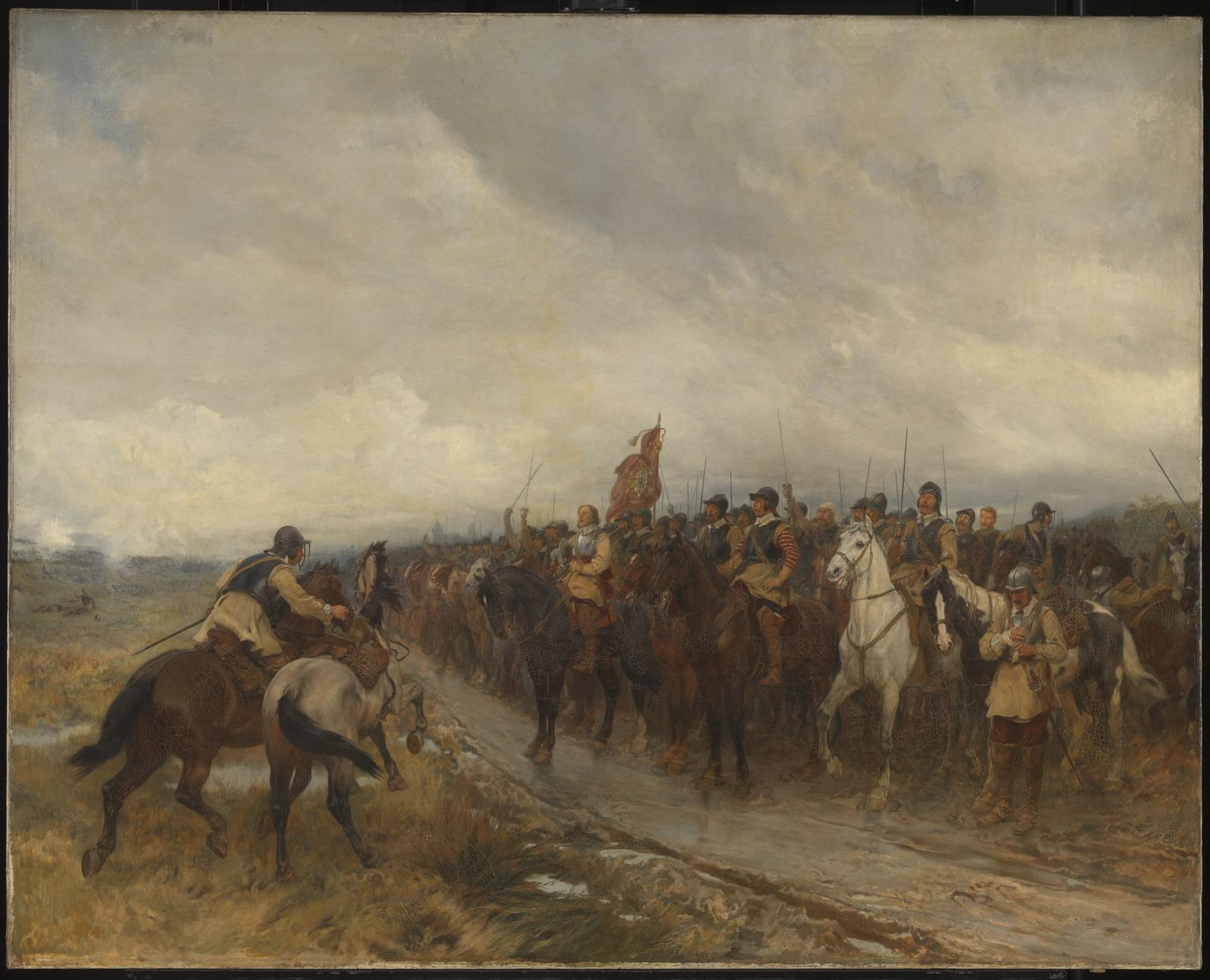
« Cromwell at Dunbar », par Andrew Carrick Gow. La bataille de Dunbar est une défaite écrasante pour les covenanters écossais

Lors de son écroulement, et avec le rétablissement de Charles II, l’Écosse regagne son indépendance et son parlement, même si les Navigation Acts anglais empêchent les Écossais d’amorcer ce qui aurait été un commerce lucratif avec les colonies anglaises grandissantes. La frontière entre les deux pays est rétablie, avec des droits de douane qui protègent l’industrie textile écossaise des importations anglaises à bas coût mais empêche l’accès du bétail et de la laine écossaise au marché anglais.
Charles II ignore l’Écosse pour les deux décennies qui suivirent, préférant se consacrer à l’accroissement de ses pouvoirs en Angleterre. Cependant, son frère Jacques, en tant que Duc d’York, institue la Commission pour la pacification des Highlands qui travaille en coopération avec les chefs des clans écossais. Charles II, toutefois, continue la politique de son père de réintroduire une hiérarchie épiscopalienne dans l’Église d’Écosse. En dépit du fait que celle-ci n'est pas sans soutien au sein de la société écossaise, elle provoque une autre rébellion presbytérienne dans le sud de l’Écosse en 1679. Charles contient cette rébellion et massacre les covenantaires dans un épisode connu sous le nom de the Killing Time. Quand il meurt en 1685, son frère, catholique, lui succède sous le nom de Jacques VII d’Écosse (ou Jacques II d’Angleterre).

## Glorieuse Révolution
La tentative de Jacques II de rétablir une certaine tolérance religieuse envers les catholiques anglais suscite l’ire de ses sujets protestants. Toutefois, ni cette tentative ni ses volontés absolutistes ne provoquent de rébellion ouverte, chacun pensant que sa fille Marie, protestante et future femme de Guillaume d’Orange, lui succèderait. Tout bascule quand Jacques a un fils en 1688. À la suite de l'invitation des Sept Immortels, Guillaume débarque en Angleterre à la tête d’une armée de 40 000 hommes, dont un cinquième sont des huguenots français et Jacques s’enfuit. Bien que surtout événement anglais, la Glorieuse Révolution a un fort impact sur l’histoire de l’Écosse. De même que Guillaume accepte une limitation de ses pouvoirs royaux avec la signature de la Déclaration des droits (Bill of Rights), l’Écosse a un document similaire, le Claim of Rights, qui joue un important rôle dans l’évolution des lois et des droits.
La plupart des Écossais soutiennent Guillaume d’Orange, mais Jacques VII reste populaire parmi une forte minorité, particulièrement dans les Highlands. Sa cause, connue sous le nom de Jacobitisme, provoque une série de soulèvements, commençant à la bataille de Killiecrankie en 1689, dans laquelle John Graham, vainc les troupes de Guillaume III. Cependant, John Graham meurt dans la bataille, et son armée est vaincue rapidement lors de la bataille de Dunkeld. La défaite écrasante de Jacques II lors de la bataille de la Boyne, qui a lieu en Irlande (1690) y met un terme pour un temps. L’ironie veut que plus tard, Guillaume d’Orange, protestant, obtienne le soutien du Pape et des Habsbourg, catholiques, contre la politique expansionniste de Louis XIV.
La fin du XVIIe siècle est une période économiquement difficile pour l’Écosse. Les mauvaises récoltes des années 1690 provoquent une famine aiguë et une dépopulation. Le protectionnisme anglais écarte les Écossais des nouvelles colonies, et la politique étrangère anglaise interrompt le commerce avec la France. Beaucoup d’Écossais émigrent alors en Ulster. En 1695, le parlement écossais vote un certain nombre de lois dans le but de remédier à la situation économique désespérée, créant les bases de la Banque d’Écosse. L’Act for the Settling of Schools établit un système éducatif paroissial dans toute l’Écosse. La Company of Scotland reçoit le droit à une levée de fonds par souscription publique pour commercer avec l’Afrique et les Indes. Par le Projet Darién à Panama, l'Écosse participe à la révolution financière britannique. Son échec précipite l'Acte d'Union de 1707 qui voit les parlements des deux nations fusionner.

## Colonies écossaises
Afin de s'étendre, les Écossais envoient auparavant des colons dans les colonies anglaises du New Jersey et en établissent une colonie, qui ne se perpétue pas, à Stuart's Town dans l’actuelle Caroline du Sud. La Company of Scotland se trouve rapidement impliquée dans le Darién Scheme, un ambitieux plan de William Paterson visant à établir une colonie sur l’isthme de Panama dans le but de nouer des relations commerciales avec l’Extrême-Orient — principe qui guidera bien plus tard le percement du canal de Panama ; elle trouve facilement des fonds à Londres. Le gouvernement anglais s’oppose toutefois au Projet Darién : impliquée dans la guerre de la Ligue d'Augsbourg entre 1689 et 1697 contre la France, il ne veut pas offenser l'Espagne, qui revendique le territoire comme faisant partie de sa colonie de Nouvelle-Grenade. Les investisseurs anglais se désistant, la Company of Scotland retourne à Édimbourg où elle lève 400 000 livres en quelques semaines. Trois petites flottes embarquant 3 000 hommes débarquent finalement à Panama en 1698. L’entreprise tourne au désastre. Mal équipés, sous une pluie incessante, subissant les attaques des Espagnols depuis leur colonie de Carthagène et s’étant vu refuser l’aide des Anglais présents dans les Antilles, les colons abandonnent leur projet en 1700 ; seuls 1 000 hommes survivent, et un seul navire réussit à regagner l'Écosse. Un vaisseau en perdition, ayant appelé Port Royal à l’aide, se la voit refuser sur ordre du gouvernement anglais. Réalisant les dangers d'avoir à gouverner deux royaumes ayant des revendications et des buts conflictuels, Guillaume d’Orange appelle à l'union de l'Angleterre et de l'Écosse, en vain. Quand elle se réalise, en 1707, avec un seul parlement pour les deux pays, l’union rétablit le libre-échange entre les deux pays, et donne aux Écossais accès à l’Empire anglais naissant.

## Union, dynastie des Hanovre et jacobites

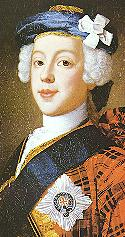
Le prétendant au Trône Bonnie Prince Charlie commence sa campagne sur la côte ouest de l’Écosse. Ses ambitions de diriger l’Angleterre et l'Écosse s'évanouissent à la bataille de Culloden.

Dès 1692, le roi catholique d'Angleterre s'était allié à Louis XIV, son cousin, pour renverser la nouvelle monarchie parlementaire protestante, mais avait échoué à la Bataille de la Hougue. Dans la première partie du XVIIIe siècle, les rois catholiques d'Angleterre vont encore tenter trois fois de remonter sur le trône, en débarquant à chaque fois en Écosse, avec des troupes françaises, pour s'allier aux jacobites écossais, en 1708, 1715 et 1745. La dernière fois, menés par Charles Édouard Stuart, ils réussissent à percer jusque vers le Nord de l'Angleterre avant de subir une défaite écrasante à la bataille de Culloden, le 16 avril 1746, de reculer puis de devoir revenir en France. Ces quatre tentatives vont amener l'élite protestante à se méfier de l'Écosse, en poussant à l'émigration en Amérique de la population, lors des Highland Clearances des années 1725-1750.
Vers 1700, la monarchie protestante semble devoir s’éteindre avec la reine Anne Ire. Au lieu de retourner vers son frère Jacques François Stuart, catholique, le parlement anglais décide que la Couronne revient à Sophie de Hanovre et à ses descendants (Act of Settlement de 1701). Cependant, son pendant écossais, l’Act of Security, interdit simplement un successeur catholique, laissant ouverte la possibilité à une séparation des Couronnes.
Plutôt que de risquer le possible retour de Jacques François Stuart, vivant alors en France, le parlement anglais pousse à l’union des deux pays. En 1707, en dépit d’une forte opposition en Écosse, le traité d’union est conclu.
Le traité, qui devient l’Acte d’Union, confirme la succession de la dynastie des Hanovre. Il abolit les parlements d’Angleterre et d’Écosse, et institue à la place celui de Grande-Bretagne. L’Écosse doit avoir 45 sièges dans la Chambre des Communes, ainsi qu’une représentation dans la Chambre des lords. Ce traité crée également une citoyenneté commune, donnant aux Écossais un libre accès au marché anglais. La position de l’Église d’Écosse ainsi que les lois et la Justice écossaises sont préservées. Cette union est très controversée au sein de la population écossaise, d’autant plus que l’embellie économique attendue ne se concrétise pas immédiatement. Quand celle-ci advient, seuls les Lowlands en profitent.
Le jacobitisme, pas éteint, se réveille à cause de l’impopularité de l’union. En 1708 Jacques François Stuart tente une invasion à l’aide d'une flotte française, mais la Royal Navy empêche tout débarquement. Une tentative plus importante a lieu en 1715. Celle-ci, connue en anglais sous le nom The 'Fifteen, prévoit des soulèvements simultanés dans le Pays de Galles, le Devon et l’Écosse; les deux premiers n’ont cependant pas lieu, le gouvernement ayant réussi des arrestations préventives. En Écosse, John Erskine, Comte de Mar, surnommé Bobbin' John, soulève les clans jacobitiens et les mène bravement sans apporter de réponse décisive. Il prend Perth, mais laisse une force gouvernementale de plus faible importance sous le commandement du duc d'Argyll tenir la plaine de Stirling. Une partie de l’armée rejoint les soulèvements du nord de l’Angleterre et du sud de l’Écosse. Les jacobites font une percée en Angleterre avant d’être vaincus à la bataille de Preston puis de se rendre le 14 novembre 1715. La veille, John Erskine ne réussit pas à vaincre le duc d’Argyll à la bataille de Sheriffmuir. Là, Jacques débarque en Écosse, mais on lui conseille de renoncer, et il retourne en France. Une tentative d’invasion jacobite avec l’aide de l’Espagne a lieu en 1719, mais rencontre peu de soutien de la part des clans, et se conclut à la bataille de Glen Shiel.
En 1745, un nouveau soulèvement jacobite — The 'Forty-Five — s'engage. Charles Édouard Stuart, surnommé Bonnie Prince Charlie, le fils de Jacques François, navigue sur une flotte que lui a fourni l'armateur nantais Antoine Walsh et débarque sur l’île d’Eriskay dans les Hébrides, où plusieurs clans se joignent à lui, sans réel enthousiasme toutefois. Ses débuts sont victorieux : il prend Édimbourg et vainc la seule armée d'État présente en Écosse lors de la bataille de Prestonpans. Il marche sur l'Angleterre, jusqu’à la ville de Derby. À partir de là, il devient évident que, pour impopulaires que soient les membres de la dynastie des Hanovre, l’Angleterre ne se laisserait pas gouverner par un Stuart catholique. La crise de confiance des dirigeants jacobites les fait retourner en Écosse.
Le duc de Cumberland écrase ce soulèvement et les espoirs jacobites lors de la bataille de Culloden le 16 avril 1746. Charles se cache en Écosse avec l’aide des habitants des Highlands jusqu'en septembre 1746, quand il s’échappe pour retourner en France avec l’aide de Flora Macdonald. La France l’expulse en vertu du traité d’Aix-la-Chapelle (1748). Il meurt en exil, et sa cause avec lui, à l’exception de quelques nostalgiques.

## Révolution industrielle,Clearanceset Lumières écossaises

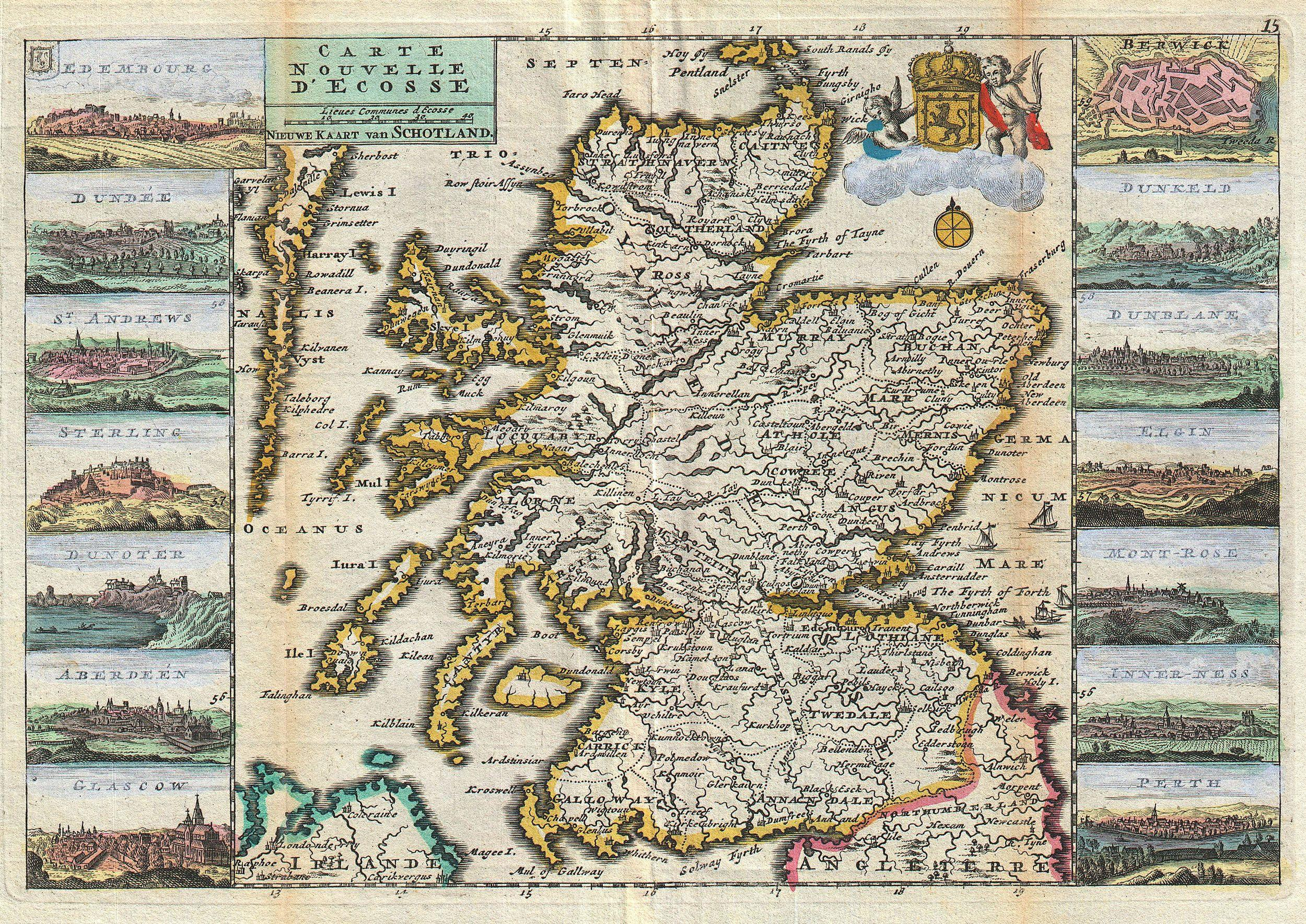
Carte d'Écosse datant de 1747.

Après la bataille de Culloden de 1746, les autorités britanniques agissent de manière à supprimer le plus rapidement possible la culture traditionnelle écossaise. Porter du tartan ou de jouer de la cornemuse est interdit. Les chefs claniques sont incités à se considérer comme propriétaires des terres qu’ils contrôlent, jusqu’alors considérées comme bien commun au clan. Les autres habitants sont recrutés, en tant que soldats, pour servir dans le vaste empire britannique.
Quand les chefs de clan convertissent les terres en pâtures à moutons, plus rentables, les habitants dépossédés sont forcés à l'exil. Au cours de ce qui est décrit aujourd'hui comme les « Highland Clearances », la population diminue sensiblement. Dans un premier temps, les habitants émigrent en Virginie (sur le territoire de l'actuelle Virginie-Occidentale), Caroline du Nord et Caroline du Sud. Ils vont également en Nouvelle-Écosse après la guerre de Sept Ans (1756–1763), ainsi que dans les localités de l’est du Québec et dans le Haut-Canada. Une partie d'entre eux vont aussi progressivement être embauchés par les premières usines de la révolution industrielle, souvent de taille modeste, pour la fabrication de textiles en lin, qui se développent en Écosse.
Dans le même temps, la révolution agricole écossaise transforme les Lowlands et fait passer le système traditionnel d’exploitations de subsistance en un ensemble plus stable et productif, ce qui provoque également une migration des habitants, connue sous le nom de « Lowland Clearances ».

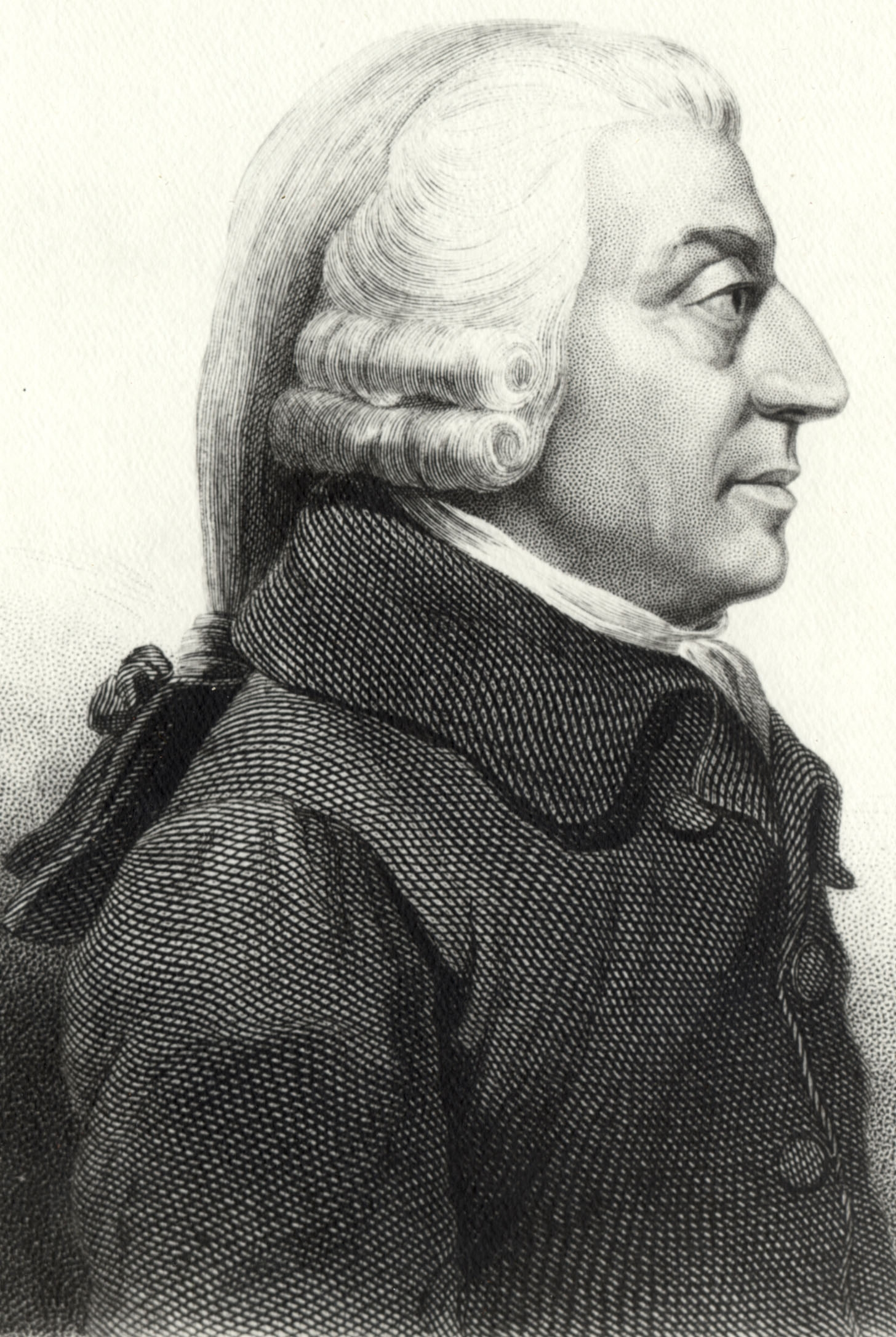
Les Écossais contribuent aux progrès de la science et à la culture avec des précurseurs comme le père de l’économie moderne, Adam Smith.

Peu après la bataille de Culloden contre les exilés écossais, le Royaume-Uni gagne la guerre de Sept Ans (1756–1763) contre la France et l'Espagne, devenant une grande puissance. Alors que le souvenir de la rébellion des jacobites s’évanouit, les années 1770 et 1780 voient le retour de beaucoup de lois draconiennes passées auparavant. En 1792, la plupart d'entre elles sont ainsi exhumées, les clergés catholique et épiscopalien ne refusant plus de prier pour le monarque en place, bien que les unitariens soient toujours affectés.
Économiquement parlant, Glasgow et Édimbourg commencent à croître à un rythme élevé vers la fin du XVIIIe siècle. Les Lumières écossaises marquent de leur empreinte les sciences et la philosophie avec des personnages comme Adam Smith, David Hume, James Boswell, James Hutton, Lord Kelvin et James Watt.
Walter Scott, un auteur prolifique de ballades, poèmes et de romans historiques, est prééminent dans la littérature de l’époque. Ses évocations romantiques de la vie écossaise des siècles passés continuent encore aujourd’hui à avoir un effet important dans la perception populaire de la culture écossaise, et la cérémonie qu'il organise pour la venue du roi George IV en Écosse érige le tartan et le kilt au rang de symboles nationaux. George MacDonald influence également l'image de l’Écosse vers la fin du XIXe siècle.
Au cours du XIXe siècle, les Lowlands se tournent de plus en plus vers l’industrie lourde. Glasgow et le Clyde devient un important centre de construction navale et l’une des plus grandes villes d’Europe, connue en tant que « deuxième cité de l'empire » après Londres.

## Écosse auXXesiècle
De la même manière qu'elle en tire profit, l'Écosse souffre de son fort lien avec l'empire britannique après la Première Guerre mondiale. Dans les Highlands, dont les habitants sont enrôlés de manière plus importante que dans le reste de la population, une génération entière de jeunes hommes est décimée. La population de nombreux villages diminue dans de grandes proportions. Dans les Lowlands, particulièrement à Glasgow, les mauvaises conditions sanitaires et sociales mènent à une certaine agitation sociale. John McLean devient une figure politique-clé, dans ce qui est aujourd'hui connu sous le nom de Red Clydeside. En janvier 1919, le gouvernement britannique, craignant une révolution naissante, déploie des chars d’assaut et des soldats dans le centre de Glasgow. Pendant les années 1920 et 1930, un chômage massif touche cette ville, ainsi que Clydebank, en raison de la Grande Dépression et de la concurrence internationale. À la suite de la première guerre mondiale, l'Irlande obtient son indépendance et les autonomistes écossais en déduisent que le Home Rule (dévolution de pouvoirs à un parlement local) n'est qu'un leurre - ils modifieront cette position dans les années 1980-1990 - et en 1934, le Scottish National Party (SNP) est fondé.
Lors de la Seconde Guerre mondiale, les bases navales et les infrastructures écossaises sont des cibles prioritaires pour l'Allemagne. Les attaques sur Scapa Flow et Rosyth permettent aux chasseurs de la Royal Air Force d'abattre des bombardiers dans les régions du Firth of Forth et de East Lothian. Les chantiers de production de Glasgow et Clydeside jouent un rôle clé dans l’effort de guerre britannique, et subissent par conséquent des attaques de la Luftwaffe. Clydebank, en particulier, enregistre de nombreuses pertes humaines et des destructions massives. Les Highlands fournissent encore une fois un grand nombre de troupes.
La bataille de l'Atlantique force les convois militaires à naviguer dans le Nord de l'océan, et l'Écosse joue alors un rôle important dans la résolution du conflit. Comme lors de la Première Guerre mondiale, Scapa Flow dans les Orcades est une base importante de la Royal Navy. La proximité relative des Shetland et de la Norvège permet la mise en place du Shetland Bus — des chalutiers aidant les Norvégiens à fuir l’occupation nazie — ainsi que d’expéditions dans la mer du Nord.

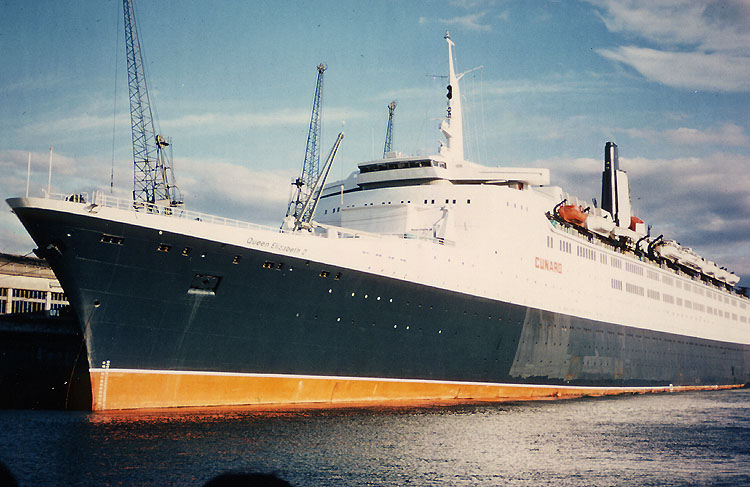
Les chantiers de Clydeside construisent des navires pendant la Seconde Guerre mondiale puis des bateaux civils, notamment le Queen Elizabeth 2 en 1967.

Dans les années qui suivent la fin de la Seconde Guerre mondiale, la situation économique de l’Écosse devient de plus en plus problématique, notamment à cause de la concurrence internationale et d’une industrie inefficace. Un changement a lieu à partir des années 1970 avec la découverte du pétrole et du gaz de la mer du Nord et la conversion de l'économie écossaise à l’industrie des services. Cette période voit le Scottish National Party ainsi que de nombreux mouvements pour l'indépendance de l'Écosse se développer fortement et, de manière plus représentative, de la décentralisation. Toutefois, un référendum sur cette dernière obtient une réponse négative en 1979.
Quand la guerre froide s'intensifie, les États-Unis déploient des missiles Polaris et des sous-marins dans le Holy Loch du Firth of Clyde (1961), malgré l’opposition des militants du mouvement Campaign for Nuclear Disarmament. La Royal Navy poursuit dans cette voie en agrandissant la base navale de Faslane sur le Gare Loch afin de lui permettre d’accueillir des sous-marins de la classe Resolution ainsi que la première patrouille d’un sous-marin équipé de missiles Trident, bien que la base américaine soit fermée à la fin de la guerre froide.
En 1997, le gouvernement travailliste de Tony Blair tient à nouveau un référendum sur la décentralisation. Une issue positive amène le rétablissement du parlement écossais qui siège à côté du palais de Holyrood à Édimbourg.

## Écosse auXXIesiècle
Le système féodal reste partie intégrante du droit écossais en matière de possession de terres, de telle manière qu'un propriétaire a toujours des devoirs envers un supérieur, y compris celui de payer une taxe. C'est seulement entre 2000 et 2004, lorsque le parlement écossais vote une série de mesures que ce système féodal est aboli, même si dès 1974 avait commencé un processus de modernisation de la législation, dans le but de faire cesser ces paiements.

Le 18 septembre 2014, sous l'impulsion du Premier Ministre britannique David Cameron, un référendum sur l'indépendance de l'Écosse est organisé. La question des conséquences d'une telle indépendance fait alors la Une de l'actualité. A la question « Should Scotland be an independent country? », c'est-à-dire en français« L'Écosse doit-elle être un pays indépendant ? » les Écossais ont répondu non à 55,4 %. L'Écosse reste donc, à la suite de ce référendum, membre à part entière du Royaume-Uni. 